# Parafia św. Mikołaja w Brzegach
Parafia św. Mikołaja w Brzegach – parafia rzymskokatolicka z siedzibą w Brzegach, znajdująca się w diecezji kieleckiej, w dekanacie chęcińskim.